# 帕霍亞
帕霍亞是美國夏威夷州夏威夷縣普納地區的一個普查规定居民点。在2000年人口調查，有人口962；到2010年有人口945人，下降了1.8％。

## 地理及環境
帕霍亞位於19°30′04″N 154°57′11″W / 19.501031°N 154.953037°W。根據美國人口調查局，這個普查规定居民点所有土地的總面積有2.3平方英里（6.0 平方公里 ）。
帕霍亞雖然位於海邊，不過由於火山活動頻繁，所以當地有設施讓居民逃避熔岩帶來的威脅。

## 延伸閱讀
- Earth Metrics Inc., C. Michael Hogan, Engineering Report for the Pahoa Main Post Office, Pahoa, Hawaii 96778, published by the U.S. Postal Service, Western Regional Office, San Bruno, California, September 5, 1986
- Hawaii Center for Volcanology (2007)（页面存档备份，存于）
- Pahoa, Hawaii Profile (2000) （页面存档备份，存于）
- Pahoa High and Intermediate School (2006) （页面存档备份，存于）

## 外部連結
- 美國地質調查局地名資訊系統：Pāhoa
- Pahoa, Hawaii Photographs （页面存档备份，存于）
- Hawaiian Volcano Observatory-USGS daily flow map （页面存档备份，存于）